# Indigo7
indigo7（インディゴ・セブン）は、キタダイユウジ（北代裕二）、KENT、宮路ヤスアキ、庄司大輔、朝倉琢也の5人で構成されていたバンドである。所属事務所はHigh speed boyz inc.。所属レーベルはUNIVERSAL MUSIC NAYUTAWAVE RECORDS。

## 概要
2003年に結成、2004年に一度解散。（初代indigo7）
2010年3月、キタダイユウジを中心に再結成され2011年8月3日、メジャーデビュー。（2代目indigo7）
2013年9月1日、Vo.キタダイユウジが解雇され、残されたメンバーより解散が発表された（詳しくは来歴の欄を参照）。
バンド名の由来は、虹の7つ目の色がインディゴ（藍色）であることによる。

## メンバー
キタダイユウジ（北代裕二）
- ボーカル担当。
- 8月19日生まれ。血液型はB型。
- 初代indigo7から在籍。
- 過去にはソフトヴィジュアル系ロックバンドSHULAに在籍。SHULAにはシドのマオやゆうやも在籍していた。

KENT（ケント）
- パフォーマンス担当。
- 10月2日生まれ。血液型はO型。
- 過去にはソフトヴィジュアル系ロックバンドWITHOUT FEARに在籍。

宮路ヤスアキ（ミヤジヤスアキ）
- ギター担当。
- 9月28日生まれ。血液型はA型。
- 過去にはソフトヴィジュアル系ロックバンドRONDEやTHE HUSKYなどに在籍。現在はバイバイリグレットで活動中。

庄司大輔（ショウジダイスケ）
- ベース担当。
- 11月10日生まれ。血液型はA型。

朝倉琢也（アサクラタクヤ）
- ドラム担当。
- 10月14日生まれ。血液型はO型。

## 元メンバー（初代indigo7）
JIN（ジン）
- ベース担当。再結成時はエグゼクティブ・プロデューサーとして参加。
- 後にPay money To my PainやHigh Speed Boyzでの活動やGReeeeNなどのプロデュースをしている（GReeeeNのリーダーHIDEは実弟）。
- 過去にはソフトヴィジュアル系ロックバンドCHILD（ex.CHILD HOOD'S END）に在籍。

mar（マー）
- ギター担当。
- 後にHigh Speed Boyzに加入（MICHAEL名義）。
- 過去にはソフトヴィジュアル系ロックバンドCHILD（ex.CHILD HOOD'S END）に在籍。

安東祐介（アンドウユウスケ）
- ドラム担当。
- 後にHigh Speed Boyzに加入。現在は中島卓偉（TAKUI）やwyseなどのサポートドラマーとして活動。
- 過去にはヴィジュアル系ロックバンドGIGASLAVEやCHILD（ex.CHILD HOOD'S END）に在籍。

## 来歴
2003年
- 元WITHOUT FEARの俊和と元CHILDのJIN・mar・安東祐介で初代indigo7結成。
- 元SHULAのキタダイユウジがギタリストとしてサポート参加。
- 7月20日、日比谷野外音楽堂でORANGE RANGEやTHE イナズマ戦隊等と共演。
  - この日からキタダイユウジが正式加入しツインボーカル路線になる。

2004年
- 8月1日、Vo.俊和とDr.安東祐介が脱退。

2005年
- 初代indigo7解散。

2009年
- それまでロックバンドthe swisや楽曲提供などで活動してきたキタダイが新しくバンド（2代目indigo7）を結成すべくメンバー探しを始める。

2010年
- 朝倉、宮路、庄司、KENTの順で集まり最終的に5人組となる。
  - 日々、セッションとメンバー飲み会を重ねつつ、楽曲のストックを増やしていった。
  - この頃にサウンドプロデューサーnishi-kenとの共同作業の形も固まってきている。

2011年
- 8月3日、UNIVERSAL MUSIC NAYUTAWAVE RECORDSより、メジャーデビューシングル「on your way」をリリース。
  - エグゼクティブ・プロデューサーとして元メンバーのJINが参加。
  - 8月度の"oricon power next"を獲得。新人とは思えない楽曲のクオリティーの高さが評価される。
- 11月4日、2ndシングル「沈まない太陽」が日本テレビ系「ハッピーMusic」の11月度エンディングテーマに決定。

2012年
- 3月14日、3rdシングル「いつも君だった」がTBS系「王様のブランチ」の2,3月度エンディングテーマに決定。

- 7月7日、渋谷club asiaにて開催されたイベントへの出演が本番開始数時間前に突如キャンセルとなる。
  - この時はキャンセルの理由として「メンバーの体調不良」と発表された。このライブ以降表立った活動はなくなり活動休止状態となる。

2013年
- 9月1日、所属事務所がVo.キタダイユウジとの契約解除を発表。
  - 以前より著しい不品行や、FacebookやBlog等での虚言発言、業務不履行などの行為がありスタッフやメンバーがキタダイに指導・説得をおこなっていたが改善が見られなかったこと、さらに「メンバーの体調不良でキャンセル」と発表されていた昨年のライブが、実際はキタダイが当日ライブ会場に現れなかったためキャンセルしたと正式に発表された。また、そのライブ以降連絡が取れていないことも発表された（ただし、連絡が取れない期間中もFacebookは頻繁に更新されていた）。
  - キタダイは事実上の解雇となる。indigo7も残されたメンバーにより解散を発表した[3]。

## ディスコグラフィー

### 初代indigo7の作品（インディーズ）
|     | 発売日       | タイトル   | 収録曲                                                                 | 規格 | 備考・品番 |
| --- | ------------ | ---------- | ---------------------------------------------------------------------- | ---- | ---------- |
| 1st |              | indigo7    | 桜ガール など                                                          | CD   |            |
| 2nd | 2004年2月6日 | color No.7 | ウソとナミダ ケントリズム 君唄 シンディ Dead☆Man アザヤカナセカイ Hipe | CD   | INDG-0002  |
| 3rd |              | 涙星       | 涙星                                                                   | CD   | 配布       |

### 2代目indigo7の作品（メジャー）
|     | 発売日         | タイトル       | 収録曲                                             | 規格 | 備考・品番                                                       |
| --- | -------------- | -------------- | -------------------------------------------------- | ---- | ---------------------------------------------------------------- |
| 1st | 2011年8月3日   | on your way    | on your way 7min. on your way(Cubismo Grafico Mix) | CD   | UPCH-80239                                                       |
| 2nd | 2011年11月23日 | 沈まない太陽   | 沈まない太陽 Higher Higher                         | CD   | UPCH-80253 日本テレビ系『ハッピーMusic』11月度エンディングテーマ |
| 3rd | 2012年3月14日  | いつも君だった | いつも君だった Runnin' the night                   | CD   | UPCH-80262 TBS系『王様のブランチ』2,3月度エンディングテーマ      |

### その他
BE FREE・・・GReeeeNの5枚目のシングル「BE FREE」の原曲。第1期時代に高田馬場CLUB PHASEでのワンマンライブで演奏。歌詞の一部変更、サビのメロディの追加等、再アレンジの末GReeeeNに提供された。